# Miran Vauh
Miran Vauh (4 de noviembre de 1982) es un deportista esloveno que compitió en ciclismo de montaña en las disciplinas de descenso y campo a través para cuatro. Ganó dos medallas de bronce en el Campeonato Europeo de Ciclismo de Montaña de 2013.

## Medallero internacional
| Campeonato Europeo | Campeonato Europeo   | Campeonato Europeo | Campeonato Europeo    |
| Año                | Lugar                | Medalla            | Competición           |
| ------------------ | -------------------- | ------------------ | --------------------- |
| 2013               | Pamporovo (Bulgaria) | Medalla de bronce  | Campo a través para 4 |
| 2013               | Pamporovo (Bulgaria) | Medalla de bronce  | Descenso              |